# Liste der Justizanstalten in Österreich

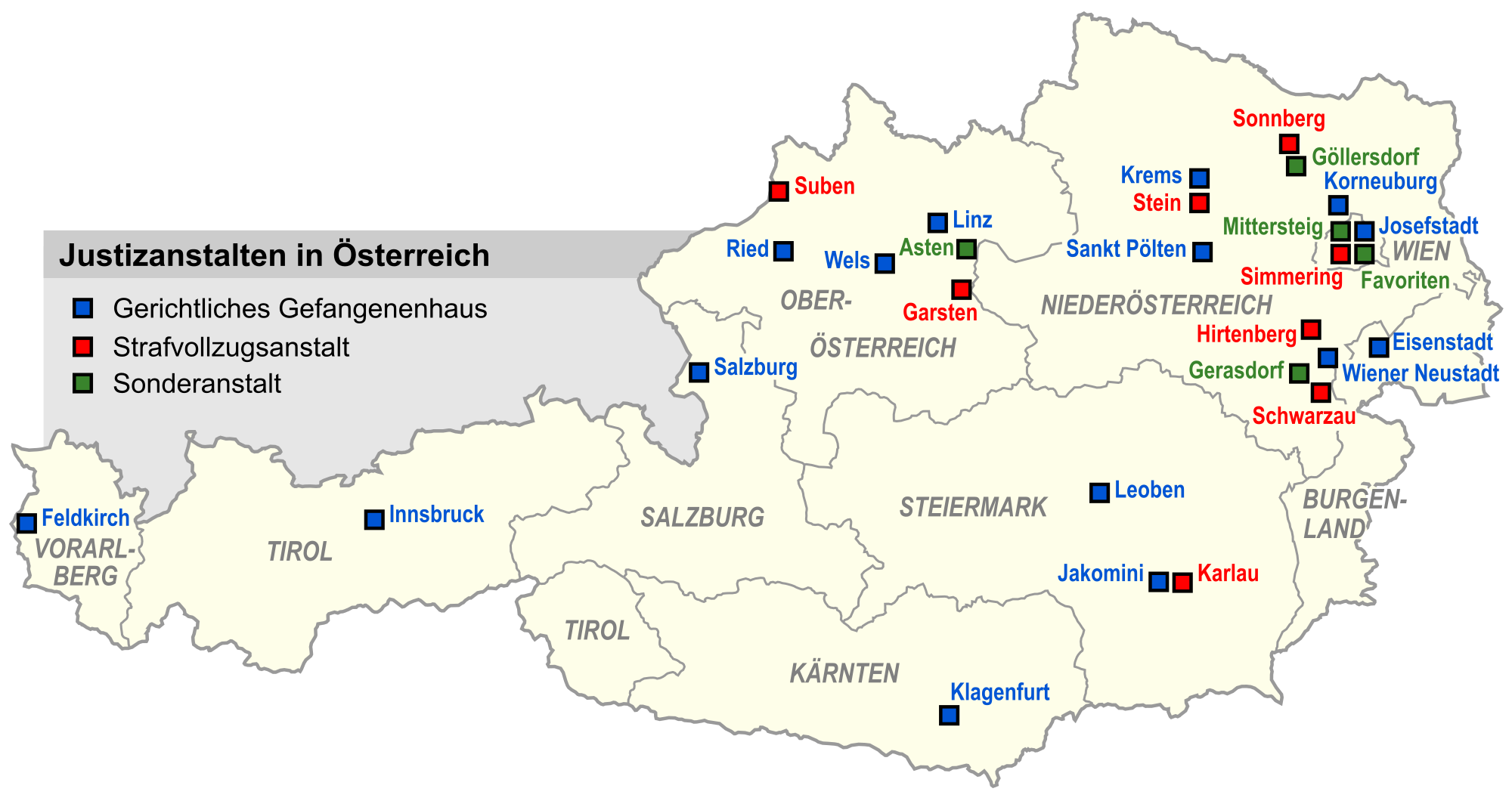
Standorte der österreichischen Justizanstalten.

Diese Liste bietet einen Überblick über die 28 in Österreich existierenden Justizanstalten und deren Außenstellen.
Die Justizanstalten (JA) sind hier dem Typ nach in Gerichtliche Gefangenenhäuser, Strafvollzugsanstalten, Sonderanstalten und Außenstellen gegliedert. Als Gerichtliche Gefangenenhäuser werden jene Einrichtungen bezeichnet, die einem Landesgericht angeschlossen und für die Vollstreckung von Haftstrafen bis zu 18 Monaten zuständig sind. In Strafvollzugsanstalten werden Haftstrafen bis zu lebenslanger Haft sowie der Maßnahmenvollzug durchgeführt. Die Außenstellen sind nicht extra verlinkt und jeweils direkt unter der zugehörigen Justizanstalt aufgeführt. Zudem beziehen sich die angegebenen Haftplätze auf den Stichtag 5. Dezember 2011 und sind inklusive Haftraumreserve (20 % der Haftplätze) angegeben.
Mit Stand vom 5. Dezember 2011 waren 8.680 Plätze (samt Haftraumreserve) vorhanden. Durch in Justizanstalten angehaltene Personen waren zum Zeitpunkt der Abfrage tatsächlich 8.556 Haftplätze belegt, dies sind 98,57 % der vorhandenen Plätze. Mitgezählt sind 7 Kinder in Justizgewahrsam in Mutter-Kind-Abteilung(en) der JA Schwarzau. Etwas mehr, nämlich 8.947 Personen waren im Straf- und Maßnahmenvollzug.

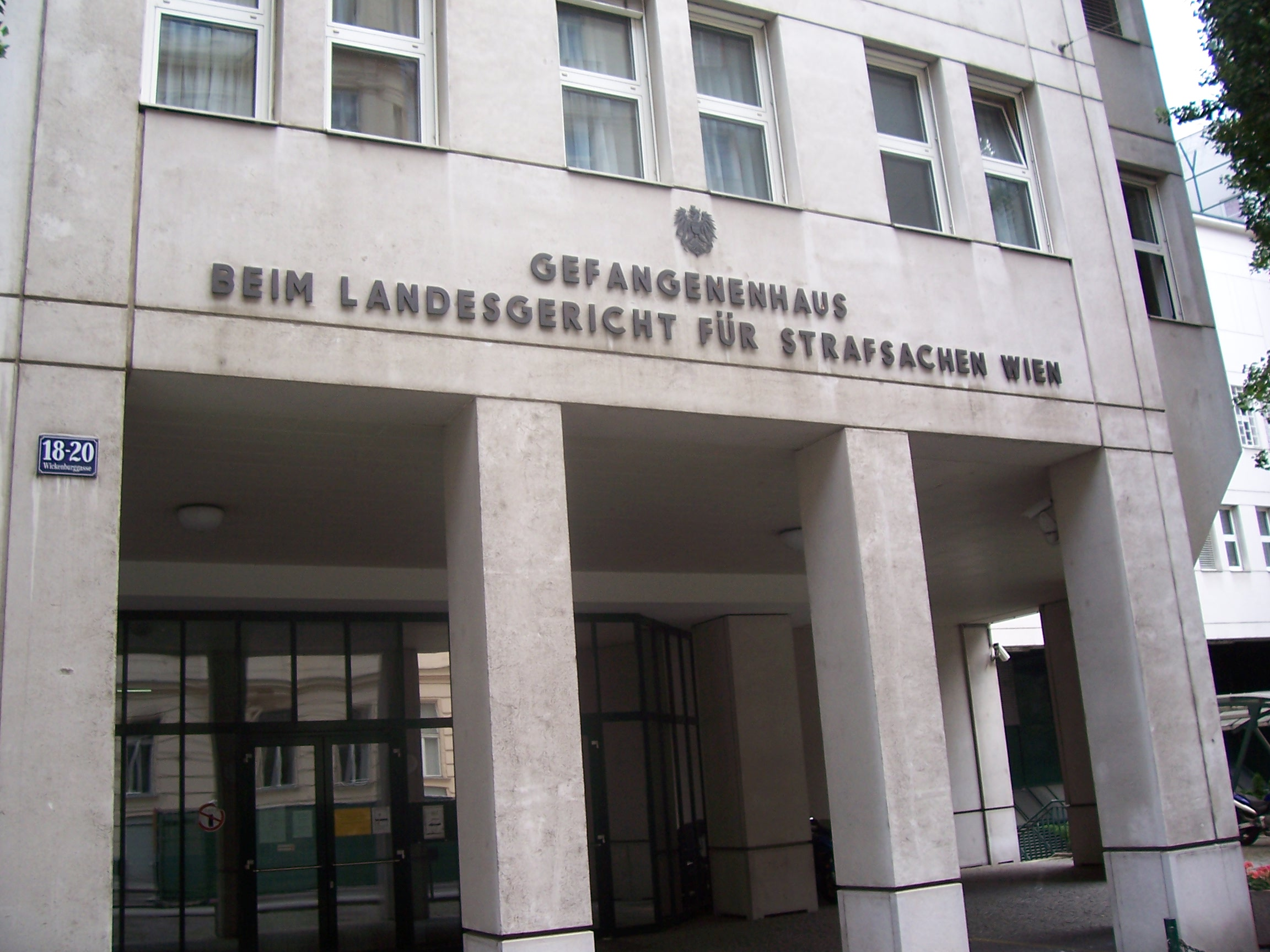
JA Wien-Josefstadt

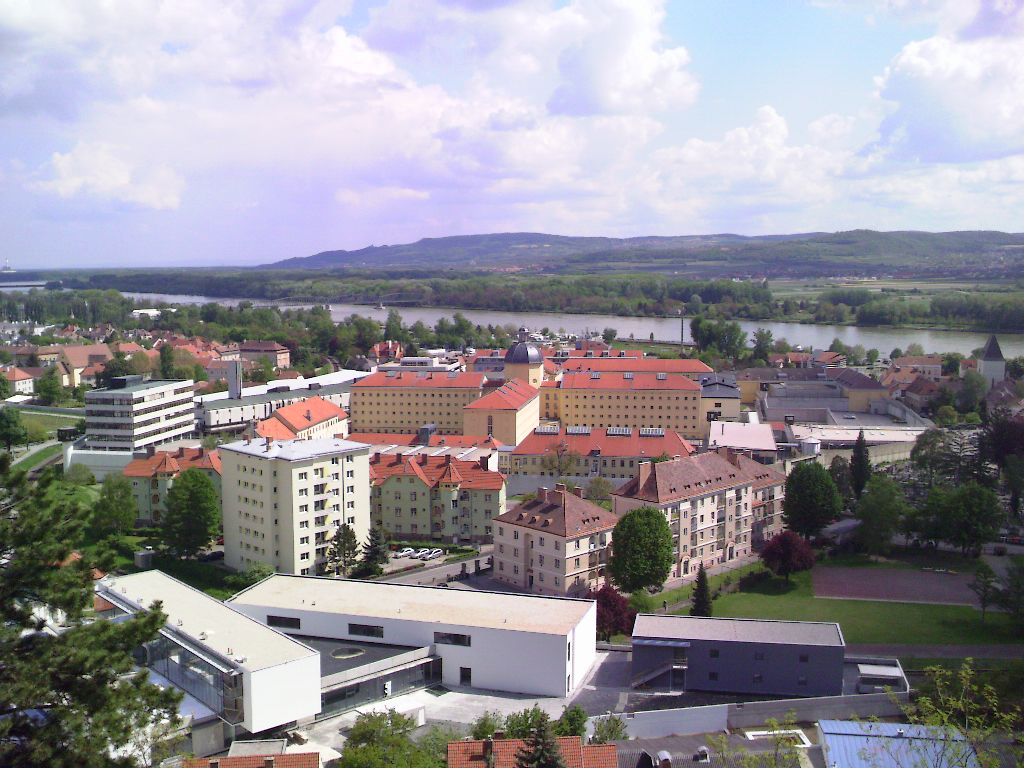
JA Stein

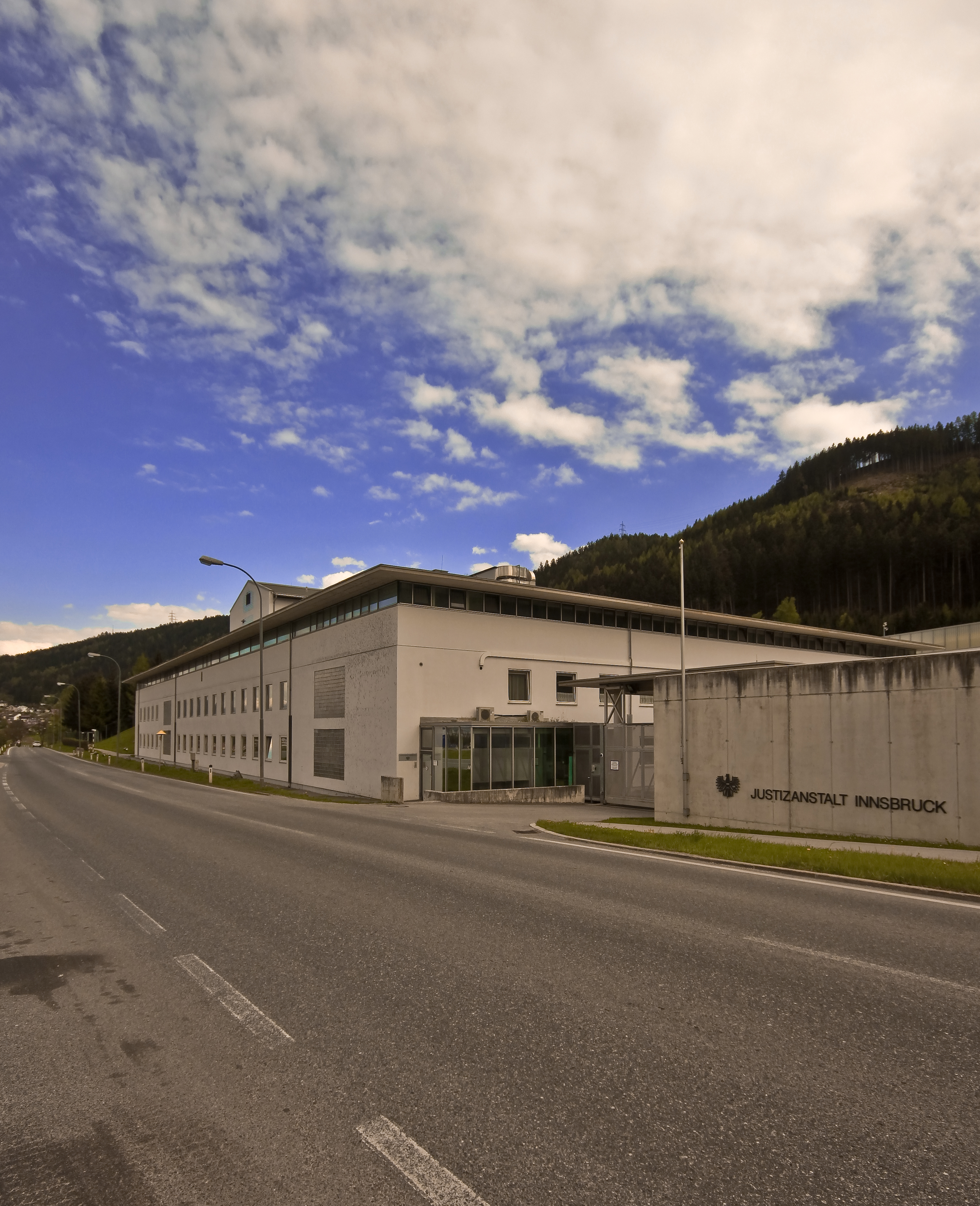
JA Innsbruck

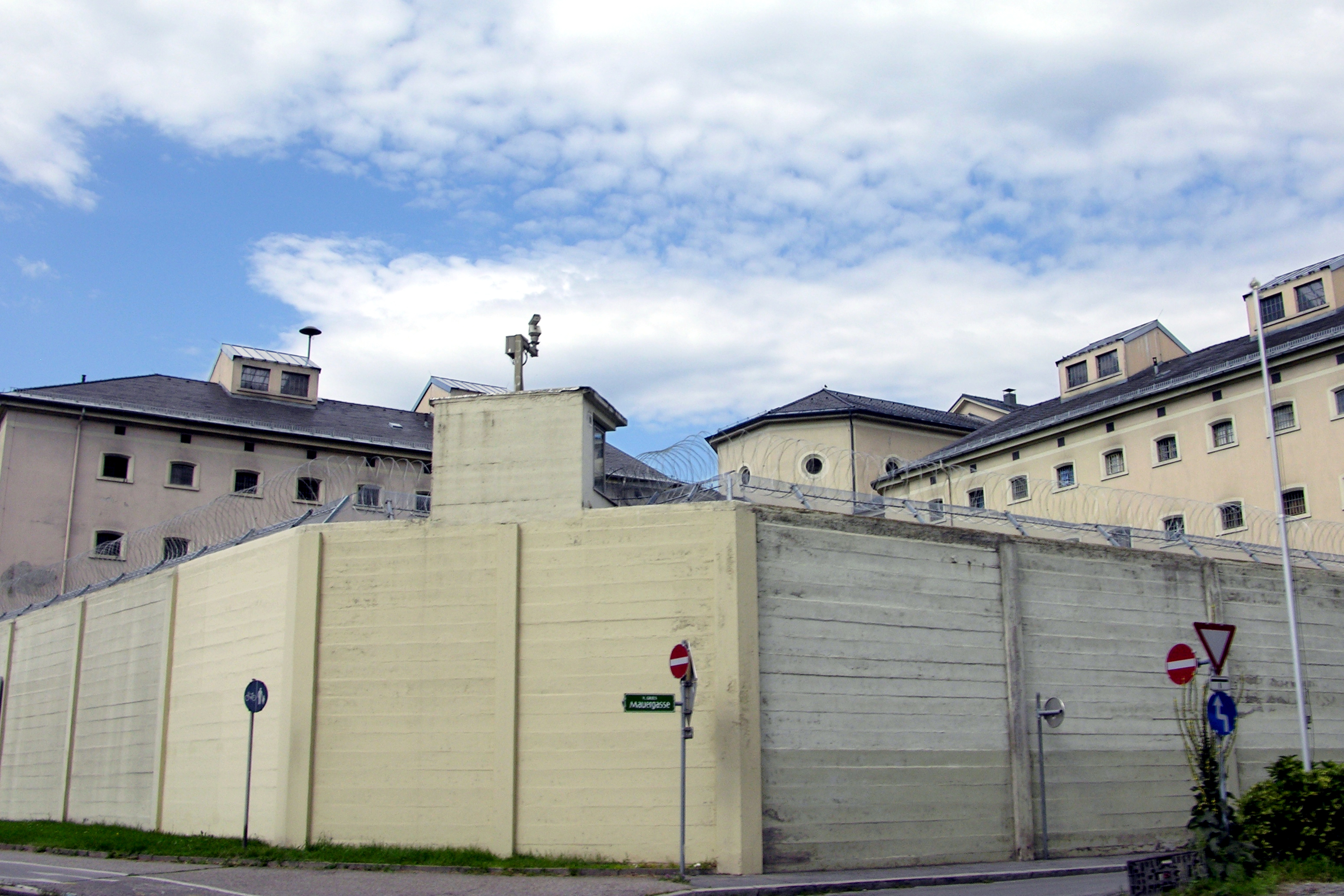
JA Graz-Karlau

| Bezeichnung                                         | Bundesland       | Ort                                  | Typ                          | Haftplätze |
| --------------------------------------------------- | ---------------- | ------------------------------------ | ---------------------------- | ---------- |
| Forensisch Therapeutisches Zentrum Asten            | Oberösterreich   | Asten                                | Sonderanstalt                | 240        |
| Justizanstalt Eisenstadt                            | Burgenland       | Eisenstadt                           | Gerichtliches Gefangenenhaus | 153        |
| Justizanstalt Feldkirch                             | Vorarlberg       | Feldkirch                            | Gerichtliches Gefangenenhaus | 121        |
| Forensisch Therapeutisches Zentrum Garsten          | Oberösterreich   | Garsten                              | Strafvollzugsanstalt         | 367        |
| Außenstelle Steyr                                   | Oberösterreich   | Steyr                                | Außenstelle                  | 25         |
| Justizanstalt Gerasdorf                             | Niederösterreich | St. Egyden am Steinfeld-Gerasdorf    | Sonderanstalt                | 122        |
| Forensisch Therapeutisches Zentrum Göllersdorf      | Niederösterreich | Göllersdorf                          | Sonderanstalt                | 165        |
| Justizanstalt Graz-Jakomini                         | Steiermark       | Graz                                 | Gerichtliches Gefangenenhaus | 443        |
| Außenstelle Paulustorgasse                          | Steiermark       | Graz                                 | Außenstelle                  | 70         |
| Justizanstalt Graz-Karlau                           | Steiermark       | Graz                                 | Strafvollzugsanstalt         | 470        |
| Außenstelle Lankowitz                               | Steiermark       | Maria Lankowitz                      | Außenstelle                  | 52         |
| Justizanstalt Hirtenberg                            | Niederösterreich | Hirtenberg                           | Strafvollzugsanstalt         | 375        |
| Außenstelle Münchendorf I                           | Niederösterreich | Münchendorf                          | Außenstelle                  | 48         |
| Justizanstalt Innsbruck                             | Tirol            | Innsbruck                            | Gerichtliches Gefangenenhaus | 473        |
| Justizanstalt Klagenfurt                            | Kärnten          | Klagenfurt                           | Gerichtliches Gefangenenhaus | 279        |
| Außenstelle Rottenstein                             | Kärnten          | Sankt Georgen am Längsee-Rottenstein | Außenstelle                  | 50         |
| Justizanstalt Korneuburg                            | Niederösterreich | Korneuburg                           | Gerichtliches Gefangenenhaus | 174        |
| Außenstelle Stockerau                               | Niederösterreich | Stockerau                            | Außenstelle                  | 59         |
| Justizanstalt Krems                                 | Niederösterreich | Krems an der Donau                   | Gerichtliches Gefangenenhaus | 177        |
| Justizanstalt Leoben                                | Steiermark       | Leoben                               | Gerichtliches Gefangenenhaus | 205        |
| Außenstelle Judenburg                               | Steiermark       | Judenburg                            | Außenstelle                  | 42         |
| Justizanstalt Linz                                  | Oberösterreich   | Linz                                 | Gerichtliches Gefangenenhaus | 224        |
| Justizanstalt Ried                                  | Oberösterreich   | Ried im Innkreis                     | Gerichtliches Gefangenenhaus | 144        |
| Justizanstalt Salzburg                              | Salzburg         | Puch bei Hallein-Urstein             | Gerichtliches Gefangenenhaus | 206        |
| Justizanstalt Sankt Pölten                          | Niederösterreich | Sankt Pölten                         | Gerichtliches Gefangenenhaus | 245        |
| Justizanstalt Schwarzau                             | Niederösterreich | Schwarzau am Steinfeld               | Strafvollzugsanstalt         | 193        |
| Justizanstalt Sonnberg                              | Niederösterreich | Hollabrunn-Sonnberg                  | Strafvollzugsanstalt         | 350        |
| Justizanstalt Stein                                 | Niederösterreich | Krems-Stein                          | Strafvollzugsanstalt         | 762        |
| Außenstelle Oberfucha                               | Niederösterreich | Furth bei Göttweig                   | Außenstelle                  | 32         |
| Justizanstalt Suben                                 | Oberösterreich   | Suben                                | Strafvollzugsanstalt         | 278        |
| Justizanstalt Wels                                  | Oberösterreich   | Wels                                 | Gerichtliches Gefangenenhaus | 156        |
| Forensisch Therapeutisches Zentrum Wien-Mittersteig | Wien             | Wien-Margareten                      | Sonderanstalt                | 95         |
| Außenstelle Floridsdorf                             | Wien             | Wien-Floridsdorf                     | Außenstelle                  | 55         |
| Justizanstalt Wien-Josefstadt                       | Wien             | Wien-Josefstadt                      | Gerichtliches Gefangenenhaus | 990        |
| Außenstelle Wilhelmshöhe                            | Niederösterreich | Tullnerbach-Wilhelmshöhe             | Außenstelle                  | 67         |
| Außenstelle Simmering                               | Wien             | Wien-Simmering                       | Außenstelle                  | 110        |
| Forensisch Therapeutisches Zentrum Wien-Favoriten   | Wien             | Wien-Favoriten                       | Sonderanstalt                | 101        |
| Außenstelle Münchendorf II                          | Niederösterreich | Münchendorf                          | Außenstelle                  | 12         |
| Justizanstalt Wien-Simmering                        | Wien             | Wien-Simmering                       | Strafvollzugsanstalt         | 342        |
| Justizanstalt Wiener Neustadt                       | Niederösterreich | Wiener Neustadt                      | Gerichtliches Gefangenenhaus | 211        |